# Iglesia de San Bartolomé Apóstol (Montoro)
La iglesia de San Bartolomé Apóstol y Santiago es un templo católico del siglo XVI, de la localidad de Montoro, en España. Constituye una de las obras más significativas del estilo arquitectónico de transición entre el gótico y el Renacimiento en la provincia de Córdoba (España). Se inició a finales del siglo XV y se terminó a lo largo del siglo XVI. Sobresale su fachada principal, en la que se aprecia la convivencia del estilo gótico ojival, en su etapa tardía, y los inicios del plateresco. Está considerada obra de la dinastía de los Hernán Ruiz. Sobresale su fábrica de rotundos volúmenes de piedra molinaza, típica de esta zona. Fue incluida en el Catálogo General del Patrimonio Histórico Andaluz en 2002.

## Descripción
Se trata de un templo de tres naves sin crucero. Adosados al muro de la Epístola, en donde se abre la entrada principal, se encuentran el baptisterio, la sacristía y la torre campanario. Las naves están separadas por dos hileras de grandes pilastras rematadas por arcos apuntados, en un principio, y rebajados y redondeados a medio punto en época posterior. La nave central, más alta que las laterales, está cubierta de un rico artesonado mudéjar con tirantas y labores estrelladas de lazo. Las naves laterales se cubren con bóvedas de crucería.
Al final de la nave central se encuentra el coro, con dos órdenes de sillería, de nogal, cerrado por una sencilla verja de hierro. Sobre el baptisterio está instalado el Archivo, que seremonta al siglo XVI. Hacia la cabecera del edificio se emplaza la torre, cuya edificación se le atribuye a Hernán Ruiz II. Tiene dos accesos, uno desde el interior de la iglesia, con dintel moldurado y frontón triangular rematado en bolas flameadas de inspiración serliana, una de las más bellas creaciones de esta época en la provincia de Córdoba; la otra puerta, una bella puerta gótica de arco apuntado con alfiz de piedra y con las dovelas labradas con motivos góticos, da paso a un cuerpo anexo.
La Sacristía es de forma cuadrangular y está cubierta por una cúpula oval soportada por cuatro arcos de medio punto.

### Capilla de Nuestra Señora del Rosario
En el centro de la nave del Evangelio se ubica una capilla, de grandes dimensiones, conocida como de Nuestra Señora del Rosario. Es un recinto cuadrangular, con tres altares, cubierto por cúpula de media naranja ricamente decorada con yeserías policromadas con motivos florales y escudos y rematada en el centro por una linterna con cuatro pequeñas ventanas. El altar principal lo preside la imagen de la Virgen del Rosario, tras ser destruido el retablo del siglo XVIII que anteriormente presidía la capilla. Los altares laterales están ocupados por dos retablos recientes que contienen la imagen de «Ntra. Sra. de Fátima», el de la derecha, y la de «San Bartolomé», el de la izquierda. 

### Exterior
Al exterior destaca la fábrica de piedra molinaza, tan característica de esta zona y, sobre todo, la portada principal, que, concebida en un gótico tardío de finales del siglo XV y comienzos del siglo XVI, se encuentra retranqueada y es de dos cuerpos: El primero, adintelado, con el marco de motivo de galleta, flanqueado por columnas adosadas y superpuestas, cuyos capiteles decorados soportan las esculturas de los Santos Bartolomé y Santiago. Sobre el dintel de la puerta arranca el segundo cuerpo, formado por un friso con decoración de cuadrilóbulos que soporta un arco de medio punto de remate a modo de frontón, decorado con elementos de hojarasca de estilo gótico. Entre el panel lobulado y el arco se abre una ventana adintelada, de época posterior, flanqueada por dos escudos de armas, de los patronos y titulares de la iglesia y de su fundador. Sobre el arco, y coronando el conjunto, la escultura de la Virgen del Rosario, copatrona de la ciudad de Montoro.
La cabecera del templo es triple, con bóvedas de terceletes con ligaduras. Destaca la Capilla Mayor por su profundidad y disposición poligonal, frente a las laterales de disposición cuadrangular.